# Satijnblauwe prieelvogel
De satijnblauwe prieelvogel (Ptilonorhynchus violaceus) is een zangvogel uit de familie Ptilonorhynchidae (prieelvogels).

## Kenmerken
Het mannetje heeft een glanzend blauwzwart verenkleed en een lichtgele snavel. De lichaamslengte bedraagt 31 cm.

## Leefwijze
Het voedsel bestaat uit insecten en vruchten.

## Prieelbouw
Het volwassen mannetje besteedt het grootste gedeelte van zijn tijd aan zijn ‘prieel’. Op een klein gebied van de bosbodem bouwt hij een nauwe gang van takken, die zwart gemaakt worden met houtskool en speeksel. Daarna wordt de plek versierd met bij voorkeur helder blauwe of gele attributen. Daarna maakt hij een passerend vrouwtje het hof met kirrende geluiden, terwijl hij haar in zijn snavel mooie voorwerpen aanbiedt. Na de paring verlaat het wijfje hem om de jongen alleen groot te brengen.

## Verspreiding en leefgebied
Deze soort is endemisch in het noordoosten en zuidoosten van Australië en telt twee ondersoorten:
- P. v. violaceus: van zuidoostelijk Queensland tot zuidelijk Victoria.
- P. v. minor: noordoostelijk Queensland.

## Status
De grootte van de populatie is niet gekwantificeerd maar de soort wordt omschreven als plaatselijk vrij algemeen. Op de Rode lijst van de IUCN heeft deze soort de status niet bedreigd.